# Ahn Tae-eun
Ahn Tae-eun (né le 17 septembre 1985) est un footballeur sud-coréen jouant pour les Pohang Steelers depuis 2010.

## Source
- (en) Cet article est partiellement ou en totalité issu de l’article de Wikipédia en anglais intitulé « Ahn Tae-Eun » (voir la liste des auteurs).